# Anja Šešum
Anja Šešum (ur. 17 lipca 1991 w Mariborze) – słoweńska wioślarka.

## Osiągnięcia
- Mistrzostwa Świata Juniorów – Linz 2008 – jedynka – 12. miejsce[1].
- Mistrzostwa Świata Juniorów – Brive-la-Gaillarde 2009 – jedynka – 5. miejsce[1].
- Mistrzostwa Europy – Montemor-o-Velho 2010 – jedynka – 13. miejsce[1].